# Arthur Brown (Fußballspieler, 1885)
Arthur Samuel Brown (* 6. April 1885 in Gainsborough; † 27. Juni 1944 ebenda) war ein englischer Fußballspieler. Der Nationalspieler wurde einmal Torschützenkönig der First Division.

## Sportlicher Werdegang

### Vereinskarriere
Brown begann seine Laufbahn beim Gainsborough Church Lads Brigade FC, den der Stürmer Anfang 1902 als Amateurspieler in Richtung des seinerzeitigen Zweitdivisionärs Gainsborough Trinity verließ. Bereits im gleichen Kalenderjahr zog er innerhalb der Football-League zu Sheffield United weiter, der Klub zahlte 350 Pfund Sterling als Ablösesumme für ihn. Für seinen neuen Klub debütierte er am 25. Oktober des Jahres beim 1:1-Unentschieden im Auswärtsspiel bei Notts County in der First Division. In der höchsten Spielklasse etablierte er sich anschließend schnell als Stammspieler und avancierte zum regelmäßigen Torschützen, in der Spielzeit 1904/05 krönte er sich mit 22 Saisontoren zum Torschützenkönig der höchsten Spielklasse. Nachdem er mit dem Klub nahezu regelmäßig Platzierungen in der oberen Tabellenhälfte erreicht hatte, rutschte der Klub in der Spielzeit 1907/08 in den Abstiegskampf und hielt als 17. im Endklassement die Klasse.
Im Sommer 1908 wechselte Brown trotz einer Anfrage des Spitzenteams FC Everton für eine Ablösesumme von 1000 Pfund Sterling zum Ligakonkurrenten AFC Sunderland. Bereits zuvor hatte er jedoch für Irritationen gesorgt, als er über eine ablösefreie Rückkehr zu Gainsborough Trinity sprach. In dem in der Folge von United angestoßenen Verfahren zwischen den Klubs und dem Spieler, dass letztlich wegen des anderweitigen Transfers eingestellt wurde, wurde er zum Bezahlen der bis dato angefallenen Verfahrenskosten verurteilt. Bei seinem neuen Klub war er jedoch im August ebenso direkt suspendiert, da er während einer Knieverletzung aufgrund des Gesundheitszustands seiner Frau nach Gainsborough zurückgekehrt war und dort zeitweise lebte. Im September debütierte er bei einer 0:1-Auswärtsniederlage bei Manchester City in der höchsten Spielklasse und war auch bei seinem neuen Klub mit 21 Toren in 50 Ligaspielen in den beiden folgenden Jahren als Torschütze erfolgreich. 1910 wechselte er zum Zweitligisten FC Fulham, den er im Sommer 1912 in Richtung FC Middlesbrough verließ. Dort lief er noch viermal in der First Division auf.
Hauptberuflich war Brown Steinmetz, er übernahm nach dem Tod seines Vaters 1906 die Leitung von dessen Betrieb. Er starb 1944 im Alter von 59 Jahren nach langer Krankheit.

### Auswahlmannschaften
Brown debütierte im Alter von 17 Jahren am 29. Februar 1904 bei einem 2:2-Unentschieden gegen Wales zum Auftakt des British Home Championship 1903/04 für die englische Nationalmannschaft. Während er bei den folgenden Siegen im Rahmen des Turniers nicht dabei war, trug er somit zum elften Titel beim British Home Championship bei. Im Februar 1906 bestritt er beim 5:0-Auswärtserfolg bei Irland sein zweites und letztes Länderspiel, dabei gehörte auf dem Belfaster Solitude Ground zu den Torschützen.
Im Januar 1906 gehörte Brown zu den Auswahlspielern bei einem Aufeinandertreffen einer Nord- gegen eine Südauswahl von Vertretern der Football League an der Elland Road in Leeds. Als Nordvertreter musste er dabei eine 0:2-Niederlage nach Treffern von Sammy Day und Vivian Woodward gegen die Südauswahl hinnehmen. Im Dezember des Jahres lief er als Spieler einer Profiauswahlmannschaft gegen die Amateurnationalmannschaft auf, dabei erzielte er im Sheffielder Owlerton Stadium zwei Tore.